# Quérénaing
Quérénaing és un municipi francès, situat a la regió dels Alts de França, al departament del Nord. L'any 2006 tenia 911 habitants. Limita al nord amb Famars, a l'est amb Artres, al sud amb Sommaing i Vendegies-sur-Écaillon, al sud-oest amb Verchain-Maugré, a l'oest amb Monchaux-sur-Écaillon i al nord-oest amb Maing.

## Demografia
| 1962                                       | 1968 | 1975 | 1982 | 1990 | 1999 | 2006 |
| ------------------------------------------ | ---- | ---- | ---- | ---- | ---- | ---- |
| 730                                        | 797  | 763  | 766  | 717  | 814  | 911  |
| Des de 1962: població sense dobles comptes |      |      |      |      |      |      |

## Administració
| Període | Identitat       | Partit |
| ------- | --------------- | ------ |
| 2001-   | Michel François | PS     |